# Afghanische Cricket-Nationalmannschaft in Sri Lanka in der Saison 2023/24
Die Tour der afghanischen Cricket-Nationalmannschaft nach Sri Lanka in der Saison 2023/24 fand vom 2. bis zum 21. Februar 2024 statt. Die internationale Cricket-Tour war Bestandteil der Internationalen Cricket-Saison 2023/24 und umfasste einen Test, drei One-Day Internationals und drei Twenty20s. Sri Lanka gewann die Test-Serie 1–0, die ODI-Serie 3–0 und die Twenty20-Serie 2–1.

## Vorgeschichte
Sri Lanka bestritt zuvor eine Tour gegen Simbabwe, Afghanistan gegen Indien. Das letzte Aufeinandertreffen der beiden Mannschaften bei einer Tour fand in der Saison 2023 in Sri Lanka statt.

## Stadien
Die folgenden Stadien wurden für die Tour als Austragungsorte vorgesehen.
| Stadion                                            | Stadt    | Kapazität | Spiele      |
| -------------------------------------------------- | -------- | --------- | ----------- |
| Sinhalese Sports Club Ground (SSC)                 | Colombo  | 10.000    | 1. Test     |
| Rangiri Dambulla International Stadium             | Dambulla | 16.800    | 1. – 3. T20 |
| Muttiah Muralitharan International Cricket Stadium | Kandy    | 35.000    | 1. – 3. ODI |

## Kaderlisten
Afghanistan benannte seinen Test-Kader am 29. Januar, seinen ODI-Kader am 4. Februar und seinen T20-Kader am 12. Februar 2024.
Sri Lanka benannte seinen Test-Kader am 31. Januar, seinen ODI-Kader am 8. Februar und seinen T20-Kader am 12. Februar 2024.
| Test | Test | ODI | ODI | Twenty20 | Twenty20 |
| Sri Lanka | Afghanistan | Sri Lanka | Afghanistan | Sri Lanka | Afghanistan |
| --- | --- | --- | --- | --- | --- |
| - Dhananjaya de Silva (K) - Kusal Mendis (VK) - Dinesh Chandimal - Asitha Fernando - Vishwa Fernando - Chamika Gunasekara - Prabath Jayasuriya - Dimuth Karunaratne - Nishan Madushka - Angelo Mathews - Kamindu Mendis - Ramesh Mendis - Kasun Rajitha - Milan Rathnayake - Sadeera Samarawickrama - Lahiru Udara | - Hashmatullah Shahidi (K) - Rahmat Shah (VK) - Abdul Malik - Bahir Shah - Ibrahim Zadran - Ikram Alikhil (wk) - Mohammad Ishaq (wk) - Mohammad Saleem - Nasir Jamal - Naveed Zadran - Nijat Masood - Noor Ali Zadran - Qais Ahmad - Yamin Ahmadzai - Zahir Khan - Zia-ur-Rehman | - Kusal Mendis (K) - Charith Asalanka (VK) - Sahan Arachchige - Dushmantha Chameera - Akila Dananjaya - Shevon Daniel - Asitha Fernando - Avishka Fernando - Wanindu Hasaranga - Chamika Karunaratne - Janith Liyanage - Pramod Madushan - Dilshan Madushanka - Pathum Nissanka - Sadeera Samarawickrama (wk) - Maheesh Theekshana - Dunith Wellalage | - Hashmatullah Shahidi (K) - Rahmat Shah (VK) - Azmatullah Omarzai - Fareed Ahmad - Fazalhaq Farooqi - Gulbadin Naib - Ibrahim Zadran - Ikram Alikhil (wk) - Mohammad Nabi - Mujeeb Ur Rahman - Naveed Zadran - Noor Ahmad - Qais Ahmad - Rahmanullah Gurbaz (wk) - Riaz Hassan - Sharafuddin Ashraf | - Wanindu Hasaranga (K) - Charith Asalanka (VK) - Akila Dananjaya - Dhananjaya de Silva - Binura Fernando - Dilshan Madushanka - Angelo Mathews - Kamindu Mendis - Kusal Mendis - Pathum Nissanka - Matheesha Pathirana - Kusal Perera - Sadeera Samarawickrama (wk) - Dasun Shanaka - Nuwan Thushara - Maheesh Theekshana | - Ibrahim Zadran (K) - Fareed Ahmad - Noor Ahmad - Qais Ahmad - Sharafuddin Ashraf - Fazalhaq Farooqi - Rahmanullah Gurbaz (wk) - Mohammad Ishaq (wk) - Karim Janat - Wafadar Momand - Gulbadin Naib - Mohammad Nabi - Naveen-ul-Haq - Azmatullah Omarzai - Najibullah Zadran - Hazratullah Zazai |

## Test in Colombo
| 2. – 5. Februar Scorecard | Colombo (SSC) | Afghanistan 198 (62.4) & 296 (112.3) | – | Sri Lanka 439 (109.2) & 56-0 (7.2) |
|                           |               | Sri Lanka gewinnt mit 10 Wickets     |   |                                    |

Sri Lanka gewann den Münzwurf und entschied sich als Feldmannschaft zu beginnen. Für Afghanistan bildete Eröffnungs-Batter Noor Ali Zadran zusammen mit dem dritten Schlagmann Rahmat Shah eine Partnerschaft. Zadran schied nach 31 Runs aus und dem hineinkommenden Hashmatullah Shahidi gelangen 17 Runs. Nachdem Ikram Alikhil aufs Feld gekommen war, verlor Shah sein Wicket nach einem Fifty über 91 Runs. Ihm folgte Qais Ahmad und nachdem Alikhil 21 Runs erreichte, verlor auch Ahmad sein Wicket nach 21 Runs. Nijat Masood konnte noch 12 weitere Runs hinzufügen, bevor das Innings endete. Beste sri-lankische Bowler waren Vishwa Fernando mit 4 Wickets für 51 Runs, Asitha Fernando 3 Wickets für 24 Runs und Prabath Jayasuriya mit 3 Wickets für 67 Runs. Für Sri Lanka begannen Nishan Madushka und Dimuth Karunaratne, die den Tag beim Stand von 80/0 ohne Verlust eines Wickets beendeten. Am zweiten Spieltag schied Madushka nach 37 Runs aus und der ihm folgende Kusal Mendis erzielte 10 Runs. Daraufhin kam Angelo Mathews aufs Feld und Karunaratne verlor sein Wicket nach einem Fifty über 77 Runs. Mathews bildete daraufhin zusammen mit Dinesh Chandimal eine Partnerschaft. Nach gemeinsamen 232 Runs schied Chandimal nach einem Century über 107 Runs aus 181 Bällen aus, woraufhin Sadeera Samarawickrama aufs Feld kam. Mathews erzielte bis zu seinem Ausscheiden ebenfalls ein Century über 141 Runs aus 259 Bällen, woraufhin der Tag beim Stand von 410/6 endete. Am dritten Tag kam Chamika Gunasekara ins Spiel und Samarawickrama verlor sein Wicket nach 27 Runs. Gunasekara musste nach 16 Runs verletzt ausscheiden, woraufhin kurz darauf das Innings mit einem Vorsprung von 241 Runs für Sri Lanka endete. Bester afghanischer Bowler war Naveed Zadran mit 4 Wickets für 83 Runs. Für Afghanistan bildeten die Eröffnungs-Batter Ibrahim Zadran und Noor Ali Zadran eine Partnerschaft. Ali Zadran erreichte 47 Runs und nachdem Rahmat Shah aufs Feld kam, endete der Tag beim Stand von 199/1. Am vierten Spieltag verlor Shah sein Wicket nach einem Fifty über 54 Runs, woraufhin Hashmatullah Shahidi aufs Feld kam. Zadran verlor sein Wicket nach einem Century über 114 Runs aus 259 Bällen und wurde durch Nasir Jamal gefolgt. Shahidi verlor sein Wicket nach 18 Runs und Jamal konnte keinen weiteren Partner finden und beendete das Innings ungeschlagen mit 41* Runs. Die Vorgabe für Sri Lanka stieg damit auf 56 Runs. Beste sri-lankische Bowler waren Prabath Jayasuriya mit 5 Wickets für 107 Runs und Asitha Fernando mit 3 Wickets für 63 Runs. Für Sr Lanka konnten daraufhin die Eröffnungs-Batter Dimuth Karunaratne und Nishan Madushka die Vorgabe im achten Over ohne Verlust eines Wickets einholen. Karunaratne erzielte dabei 32 Runs und Madushka 22 Runs. Als Spieler des Spiels wurde Prabath Jayasuriya ausgezeichnet.

## One-Day Internationals

### Erstes ODI in Colombo
| 9. Februar Scorecard | Kandy | Sri Lanka 381-3 (50)          | – | Afghanistan 339-6 (50) |
|                      |       | Sri Lanka gewinnt mit 42 Runs |   |                        |

Afghanistan gewann den Münzwurf und entschied sich als Feldmannschaft zu beginnen. Für Sri Lanka bildeten Pathum Nissanka und Avishka Fernando eine Partnerschaft. Fernando gelang ein Fifty über 88 Runs und nachdem Kusal Mendis 16 Runs erzielte, konnte Sadeera Samarawickrama 45 Runs erreichen. Nissanka beendete das Innings ungeschlagen nach einem Double-Century über 210 Runs aus 139 Bällen. Bester afghanischer Bowler war Fareed Ahmad mit 2 Wickets für 79 Runs. Afghanistan verlor früh vier Wickets, bevor sich Azmatullah Omarzai etablieren konnte. An seiner Seite erzielte Gulbadin Naib 16 Runs, bevor Mohammad Nabi ins Spiel kam, dem ein century über 136 Runs aus 130 Bällen gelang. Zusammen mit Ikram Alikhil beendete daraufhin Omarzai das Innings, konnte die Vorgabe jedoch nicht mehr einholen. Omarzai erreichte dabei ein Century über 149* Runs aus 115 Bällen und Alikhil 10* Runs. Bester sri-lankischer Bowler war Pramod Madushan mit 4 Wickets für 75 Runs. Als Spieler des Spiels wurde Pathum Nissanka ausgezeichnet.

### Zweites ODI in Colombo
| 11. Februar Scorecard | Kandy | Sri Lanka 308-6 (50)           | – | Afghanistan 153 (33.5) |
|                       |       | Sri Lanka gewinnt mit 155 Runs |   |                        |

Sri Lanka gewann den Münzwurf und entschied sich als Schlagmannschaft zu beginnen. Für sie erzielte Eröffnungs-Batter Pathum Nissanka 18 Runs, bevor Kusal Mendis und Sadeera Samarawickrama eine Partnerschaft formten. Samarawickrama erreichte ein Fifty über 52 Runs und Mendis ein ebensolches über 61 Runs. Daraufhin folgte die Partnerschaft zwischen Charith Asalanka und Janith Liyanage. Liyanage erzielte 50 Runs, bevor Wanindu Hasaranga mit dem letzten Ball des Innings sein Wicket nach 14 Runs verlor. Asalanka erreichte bis dahin ein Fifty über 97* Runs. Bester afghanischer Bowler war Azmatullah Omarzai mit 3 Wickets für 56 Runs. Für Afghanistan formte Eröffnungs-Batter Ibrahim Zadran mit dem dritten Schlagmann Rahmat Shah eine Partnerschaft. Zadran gelang ein Fifty über 54 Runs und Shah erzielte ebenfalls ein solches über 63 Runs. Daraufhin konnte sich kein weiterer Batter etablieren und Afghanistan verlor das letzte Wicket nach 34 Runs ohne die Vorgabe gefährden zu können. Bester sri-lankischer Bowler war Wanindu Hasaranga mit 4 Wickets für 27 Runs. Als Spieler des Spiels wurde Charith Asalanka ausgezeichnet.

### Drittes ODI in Colombo
| 14. Februar Scorecard | Kandy | Afghanistan 266 (48.2)          | – | Sri Lanka 267-3 (35.2) |
|                       |       | Sri Lanka gewinnt mit 7 Wickets |   |                        |

Afghanistan gewann den Münzwurf und entschied sich als Schlagmannschaft zu beginnen. Für sie bildeten die Eröffnungs-Batter Rahmanullah Gurbaz und Ibrahim Zadran eine Partnerschaft. Zadran schied nach 13 Runs aus und wurde gefolgt durch Rahmat Shah. Gurbaz erzielte 48 Runs und nachdem Azmatullah Omarzai ins Spiel kam, verlor Shah sein Wicket nach einem Fifty über 65 Runs. Der hineinkommende Ikram Alikhil erzielte 32 Runs und Omarzai ein Fifty über 54 Runs. Nabi schied daraufhin nach 14 Runs aus und Qais Ahmad erzielte 11 Runs, bevor das Innings mit einer Vorgabe von 267 Runs für Sri Lanka endete. Bester sri-lankischer Bowler war Pramod Madushan mit 3 Wickets für 45 Runs. Für Sri Lanka formten die Eröffnungs-Batter Pathum Nissanka und Avishka Fernando eine Partnerschaft. Nach gemeinsamen 173 Runs schied Fernando nach einem Fifty über 91 Run aus und dem hineinkommenden Kusal Mendis gelangen 40 Runs. Nissanka verlor sein Wicket nach einem Century über 118 Runs aus 101 Bällen aus. Kurz darauf konnten Sadeera Samarawickrama (8* Runs) und Charith Asalanka (7* Runs) die Vorgabe einholen. Bester afghanischer Bowler war Qais Ahmad mit 2 Wickets für 46 Runs. Als Spieler des Spiels wurde Pathum Nissanka ausgezeichnet.

## Twenty20 Internationals

### Erstes Twenty20 in Dambulla
| 17. Februar Scorecard | Dambulla | Sri Lanka 160 (19)           | – | Afghanistan 156-9 (20) |
|                       |          | Sri Lanka gewinnt mit 4 Runs |   |                        |

Afghanistan gewann den Münzwurf und entschied sich als Feldmannschaft zu beginnen. Für Sri Lanka bildete Eröffnungs-Batter Kusal Mendis zusammen mit Dhananjaya de Silva eine Partnerschaft. Mendis erreichte 10 Runs und wurde gefolgt durch Sadeera Samarawickrama. De Silva schied daraufhin nach 24 Runs aus und nachdem Wanindu Hasaranga ins Spiel kam, verlor Samarawickrama sein Wicket nach 25 Runs. Hasaranga erzielte ein Fifty über 67 Runs, jedoch konnte sich kein weiterer Batter etablieren und so endete das Innings mit einer Vorgabe von 161 Runs für Afghanistan. Bester afghanischer Bowler war Fazalhaq Farooqi mit 3 Wickets für 25 Runs. Für Afghanistan bildeten die Eröffnungs-Batter Ibrahim Zadran und Rahmanullah Gurbaz eine Partnerschaft. Gurbaz gelangen 13 Runs und an der Seite von Zadran erzielten dann Gulbadin Naib 16 und Karim Janat 20 Runs. Jedoch konnte Zadran die gegebene Vorgabe nicht einholen und beendete das Innings ungeschlagen mit einem Fifty über 67* Runs. Bester sri-lankischer Bowler war Matheesha Pathirana mit 4 Wickets für 24 Runs, der dafür auch als Spieler des Spiels ausgezeichnet wurde.

### Zweites Twenty20 in Dambulla
| 19. Februar Scorecard | Dambulla | Sri Lanka 187-6 (20)          | – | Afghanistan 115 (17) |
|                       |          | Sri Lanka gewinnt mit 72 Runs |   |                      |

Afghanistan gewann den Münzwurf und entschied sich als Feldmannschaft zu beginnen. Für Sri Lanka bildeten die Eröffnungs-Batter Pathum Nissanka und Kusal Mendis eine Partnerschaft. Nissanka erreichte dabei 25 Runs und Mendis 23 Runs. Ihnen folgte eine Partnerschaft zwischen Dhananjaya de Silva und Sadeera Samarawickrama. De Silva schied nach 14 Runs aus und der ihm folgende Wanindu Hasaranga erzielte 22 Runs. An der Seite von Samarawickrama kam Angelo Mathews ins Spiel. Samarawickrama verlor sein Wicket mit dem letzten ball des Innings nach einem Fifty über 51 Runs und half so die Vorgabe auf 188 Runs zu erhöhen Mathews hatte bis dahin 42* Runs erzielt. Beste afghanische Bowler waren Mohammad Nabi mit 2 Wickets für 25 Runs und Azmatullah Omarzai mit 2 Wickets für 40 Runs. Für Afghanistan formte Eröffnungs-Batter Ibrahim Zadran mit dem dritten Schlagmann Rahmanullah Gurbaz eine Partnerschaft. Zadran erzielte 10 Runs und Gurbaz 13 Runs. Eine weitere Partnerschaft folgte zwischen Mohammad Nabi und Karim Janat. Nabi erreichte 27 Runs und Janat 28 Runs, jedoch konnte sich kein weiterer Batter etablieren und so hatte man die Vorgabe nicht erreichen können als nach 17 Overn das letzte Wicket fiel. Beste sri-lankische Bowler waren mit jeweils zwei Wickets Angelo Mathews (für 9 Runs), Binura Fernando (für 18 Runs), Wanindu Hasaranga (für 19 Runs) und Matheesha Pathirana (für 22 Runs). Als Spieler des Spiels wurde Angelo Mathews ausgezeichnet.

### Drittes Twenty20 in Dambulla
| 21. Februar Scorecard | Dambulla | Sri Lanka 209-5 (20)           | – | Afghanistan 206-6 (20) |
|                       |          | Afghanistan gewinnt mit 3 Runs |   |                        |

Afghanistan gewann den Münzwurf und entschied sich als Schlagmannschaft zu beginnen. Für sie begannen Hazratullah Zazai und Rahmanullah Gurbaz mit einer Partnerschaft. Zazai erreichte 45 Runs und dem hineinkommenden Ibrahim Zadran gelangen 10 Runs. Daraufhin kam Azmatullah Omarzai aufs Feld und Gurbaz schied nach einem Fifty über 70 Runs aus. Ihm folgte Mohammad Nabi und Omarzai erreichte 31 Runs. Nabi beendete daraufhin zusammen mit Mohammad Ishaq da Innings ungeschlagen mit einer Vorgabe für Sri Lanka von 210 Runs. Nabi und Ishaq erreichten dabei jeweils 16* Runs. Beste sri-lankische Bowler waren Akila Dananjaya mit 2 Wickets für 37 Runs und Matheesha Pathirana mit 2 Wickets für 42 Runs. Für Sri lanka bildeten die Eröffnungs-Batter Pathum Nissanka und Kusal Mendis eine Partnerschaft. Mendis schied nach 16 Runs aus, woraufhin Wanindu Hasaranga ins Spiel kam. Nissanka musste in der Folge nach einem Fifty über 60 Runs verletzt aufgeben und wurde ersetzt durch Sadeera Samarawickrama. Hasaranga erreichte 23 Runs, woraufhin sich Kamindu Mendis etablierte. Samarawickrama schied nach 23 Runs aus und der hineinkommende Dasun Shanaka erzielte 13 Runs. Mendis konnte in der folge ungeschlagene 65* Runs erreichen, was jedoch nicht ausreichte, um die Vorgabe einzuholen. Bester afghanischer Bowler war Mohammad Nabi mit 2 Wickets für 35 Runs. Als Spieler des Spiels wurde Rahmanullah Gurbaz ausgezeichnet.

## Auszeichnungen

### Player of the Series
Als Player of the Series wurden der folgende Spieler ausgezeichnet.
| Serie    | Player of the Series |
| -------- | -------------------- |
| Test     | –                    |
| ODI      | Pathum Nissanka      |
| Twenty20 | Wanindu Hasaranga    |

### Player of the Match
Als Player of the Match wurden die folgenden Spieler ausgezeichnet.
| Spiel   | Player of the Match |
| ------- | ------------------- |
| 1. Test | Prabath Jayasuriya  |
| 1. ODI  | Pathum Nissanka     |
| 2. ODI  | Charith Asalanka    |
| 3. ODI  | Pathum Nissanka     |
| 1. T20  | Matheesha Pathirana |
| 2. T20  | Angelo Mathews      |
| 3. T20  | Rahmanullah Gurbaz  |